# Nigerblok
Het Nigerblok of Congocraton is een paleocontinent dat ontstond bij het uiteenvallen van het supercontinent Rodinië, 750 miljoen jaar geleden.
Het omvatte het oosten van het huidige Brazilië plus Noord-Centraal-Afrika. Ongeveer 600 miljoen jaar geleden botste en versmolt het Nigerblok met Oost-Gondwanaland.